# Iglesia de Nuestra Señora de los Dolores (Barro)
La iglesia de Nuestra Señora de los Dolores es el templo parroquial de Barro, en el concejo asturiano de Llanes, España. En su parte posterior se encuentra su cementerio, que limita con la ría de Barro. Fueron construidos a finales del siglo XVIII. Ambos forman parte del itinerario cultural Llanes de cine pues ha sido filmado en tres largometrajes (La señora, El abuelo y Epílogo).

## Situación
Está situada en la margen izquierda de la pequeña ría de Barro. El cementerio parroquial, adosado en su parte posterior, limita con la ría, que en ese lugar forma una ensenada conocida modernamente como el Vau, que es una uvala y en la actualidad se sigue utilizando como puerto natural.[cita requerida]

## Fundación
La parroquia de Barro fue creada por segregación de la de Celorio en 1788, incluyendo su término los lugares de Niembro, Barro y Balmori. Fermín Canella atribuye tal hecho a la iniciativa y el apoyo de José Sobrino Majón, oficial mayor de la Secretaría del Consejo de Indias y natural de Niembro.
La iglesia fue diseñada por el arquitecto Silvestre Pérez y Martínez en 1788. Ciriaco Miguel Vigil, en su obra Asturias monumental, epigráfica y diplomática: datos para la historia de la provincia (1887), señala que en ella hay dos inscripciones. Una sobre la puerta meridional:

REINANDO LA MAGESTAD DEL SEÑOR D. CARLOS DE BORBON, CUARTO DE ESTE NOMBRE, SE PUSO LA PRIMERA PIEDRA DE ESTE TEMPLO EN TRES DE JUNIO DE 1794

Y la otra, sobre la puerta del lado opuesto:

SIENDO OBISPO DE OVIEDO EL ILUSTRISIMO SEÑOR D. JUAN DE LLANO PONTE, Y PARROCO PROPIO DE ESTA PARROQUIA D. JOSE MORÍS RAMIREZ, SE CONCLUYÓ ESTE TEMPLO, ESCEPTUANDO LA TORRE, EN 30 DE NOVIEMBRE DE 1797.

El cementerio parroquial probablemente se deba a Silvestre Pérez.
Para la construcción de iglesia y cementerio se contó con la aportación de emigrantes de la parroquia en América: Anselmo Martín Carrera, coronel de milicias en Puebla de los Ángeles (México) y natural de Niembro, contribuyó con 6000 pesos; y Pedro de Cue García, vecino de Lima y natural de Barro, con 10 000 pesos.
La iglesia fue consagrada el 14 de enero de 1804.

## Características
El templo presenta una nave principal abovedada con naves laterales anexas, transepto, cimborrio y campanario cuadrado. Anexo al edificio se encuentra el cementerio que preside la pequeña península que se asoma en la ría.